# Machelen (Oost-Vlaanderen)
Machelen (ook wel Machelen-aan-de-Leie genoemd) is een dorp in de Belgische provincie Oost-Vlaanderen en een deelgemeente van Zulte, het was een zelfstandige gemeente tot aan de gemeentelijke herindeling van 1977. Machelen, niet te verwarren met Machelen in Vlaams Brabant, ligt bij de rivier de Leie.
Omdat het dorpscentrum een eindje van de autoweg Gent-Kortrijk ligt, is veel van het dorpskarakter bewaard gebleven.

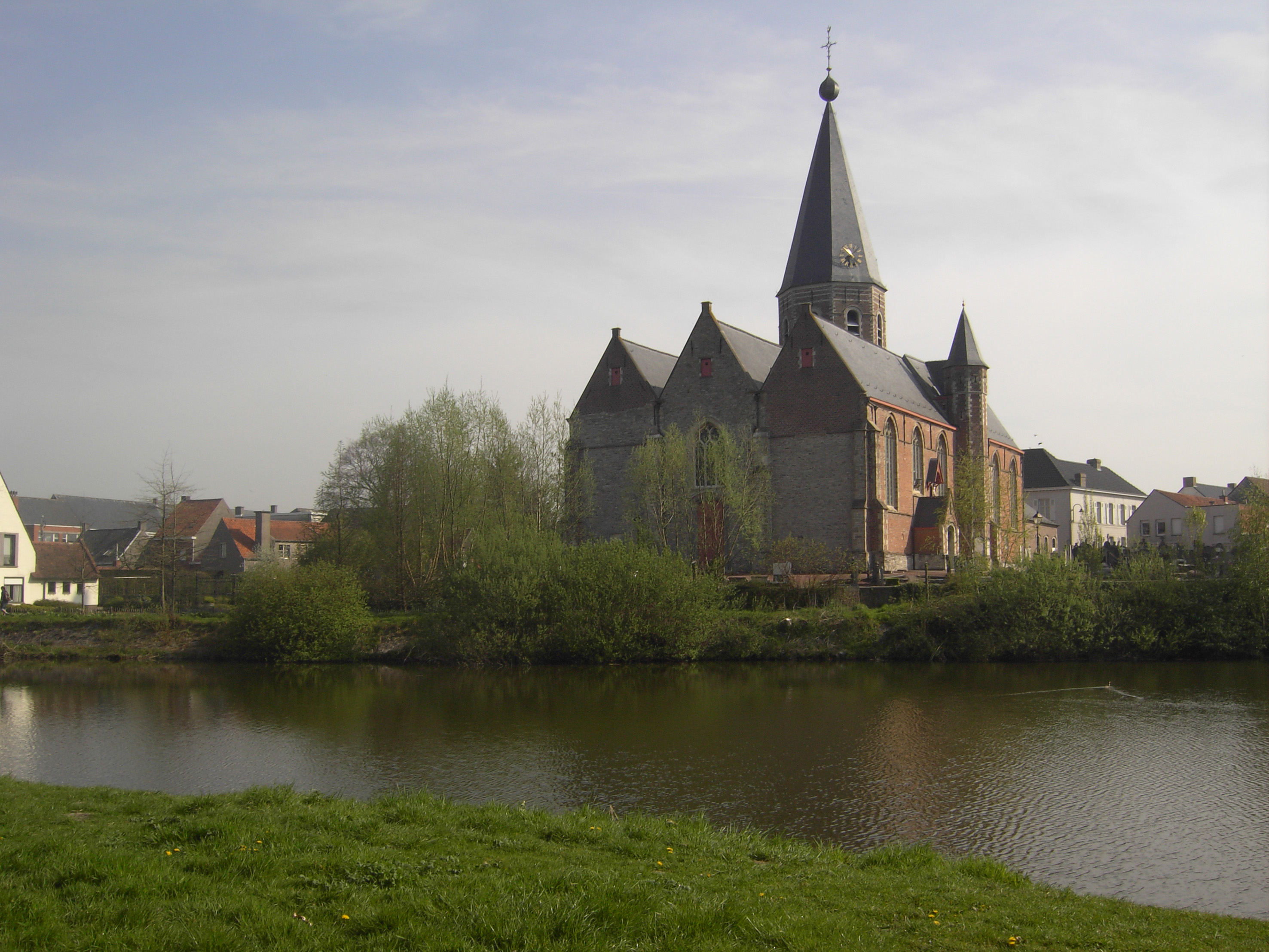
Dorp aan een oude Leie-arm.

## Geschiedenis
Machelen werd voor het eerst vermeld in 697, 820 en 830 in de annalen van de Sint-Pietersabdij te Gent. Het stond onder meer te boek als Machlinio, wat machtig zou betekenen. De heerlijkheid behoorde vanaf de 11e eeuw aan de heren van Oudenaarde. Later was ze bezit van de familie van Gavere, van Schorisse (15e eeuw), de Mastaing, de Montmorency, de Merode (17e eeuw), en Izegem. Een kerk werd voor het eerst in 1163 vermeld.
In de 19e en de eerste helft van de 20e eeuw was de vlasteelt en vlasnijverheid van belang. Daarna werd Machelen meer en meer een forenzenplaats. Op 1 januari 1977 werd Machelen opgenomen in de fusiegemeente Zulte.

## Demografische ontwikkeling
- Bronnen:NIS, Opm:1831 tot en met 1970=volkstellingen; 1976 = inwoneraantal op 31 december

## Bezienswaardigheden
- De Sint-Michiel-en-Cornelius-en-Ghislenuskerk
- Roger Raveelmuseum
- de Muur der Verbeelding van Raveel
- Onze-Lieve-Vrouw-Hulp-der-Christenenkapel door Raveel gedecoreerd
- De pittoreske dorpskern met de Hostensmolen, gelegen aan "Machelen Put", een oude Leiearm omgeven door groen
- Aan de Dorpsstraat bevindt zich de Franse militaire begraafplaats van Machelen (Oost-Vlaanderen), een van de drie Franse nationale militaire begraafplaatsen in Vlaanderen. Tijdens gevechten aan de Leie vielen circa 600 militairen. Zij werden met 700 elders gesneuvelden hier bijeengebracht. Nadat een groot deel van hen was gerepatrieerd, werd dit de militaire begraafplaats voor Franse en Noord-Afrikaanse soldaten die na de bevrijding van Roeselare op 14 oktober 1918 nog zijn gevallen en die elders in Vlaanderen waren begraven.
- Het geboortehuis van kunstschilder Roger De Backer aan de Dorpsstraat 75

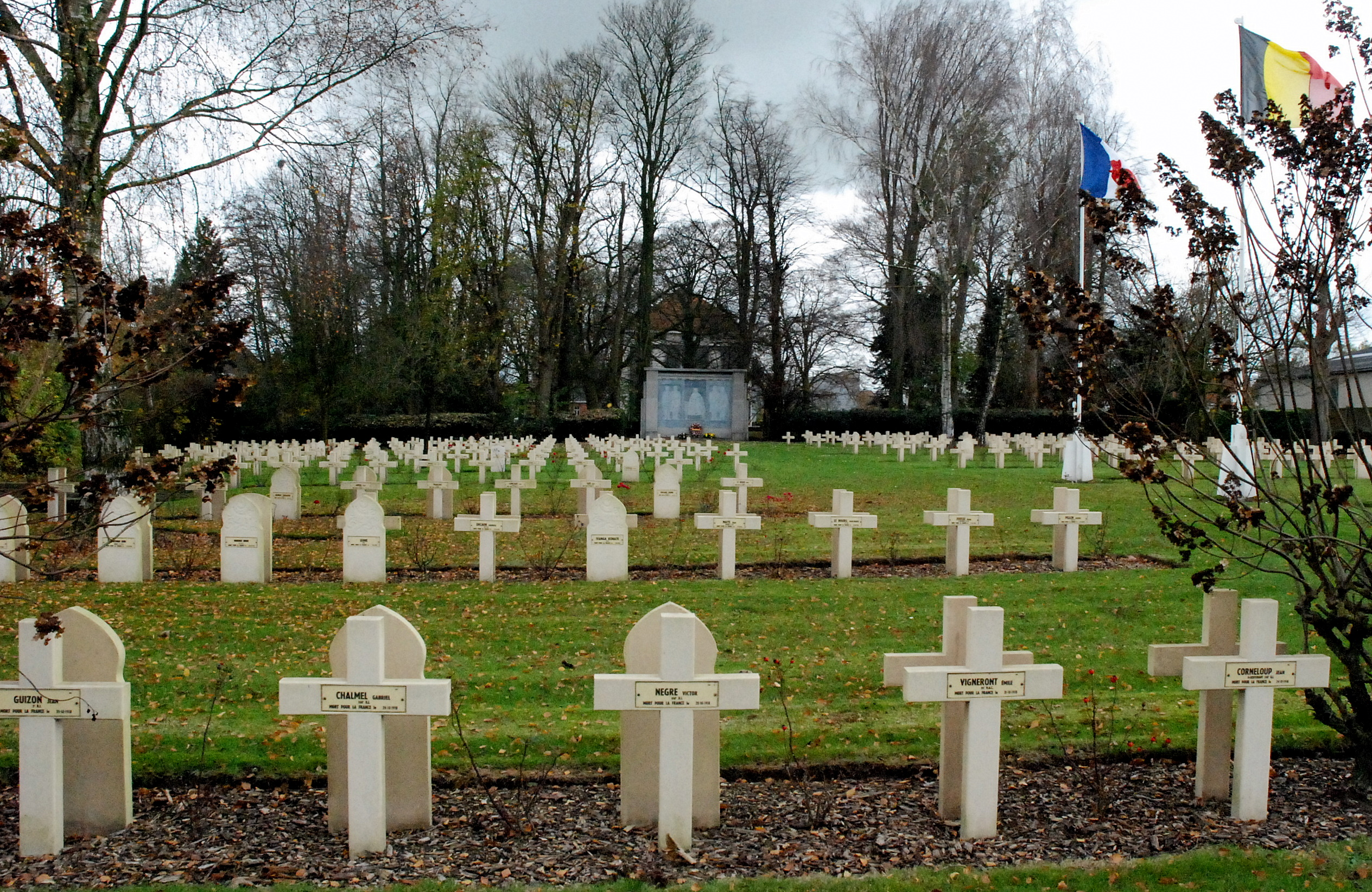
De Franse nationale militaire begraafplaats
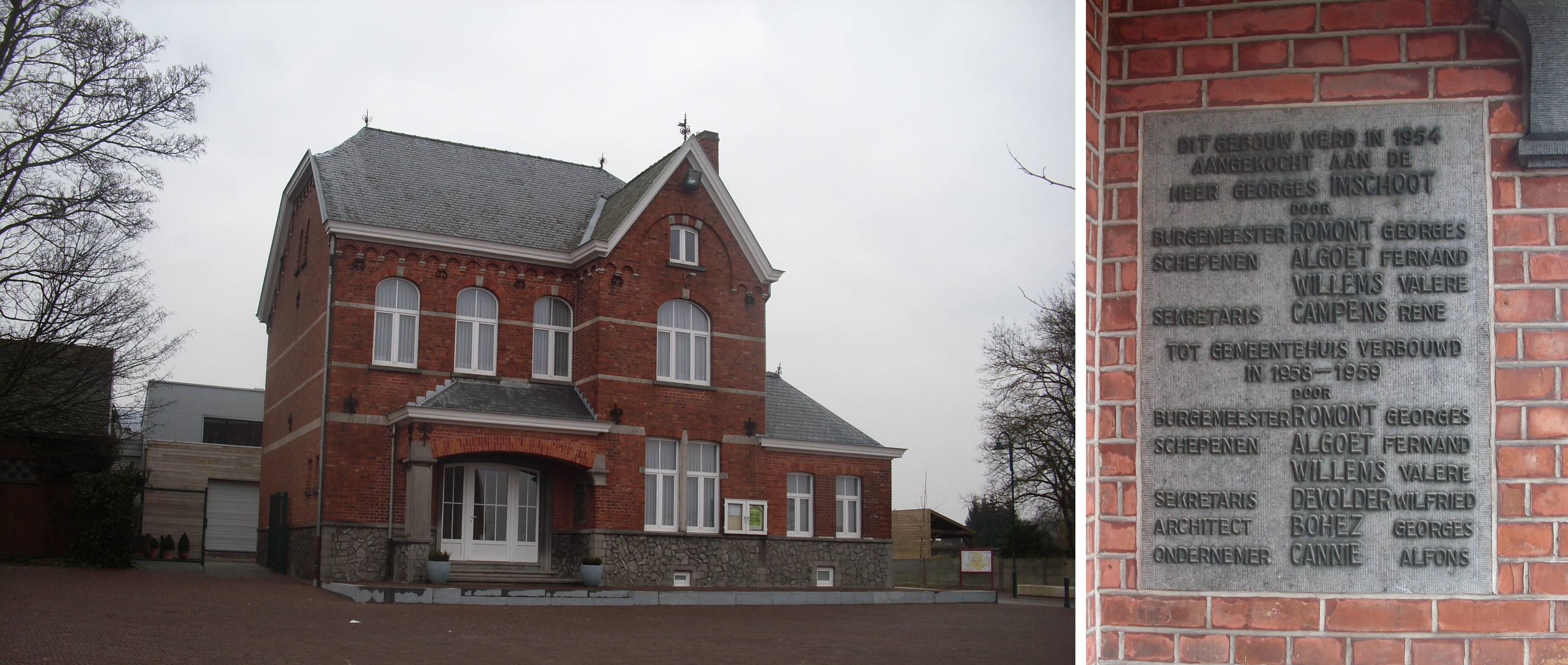
Voormalig gemeentehuis van Machelen
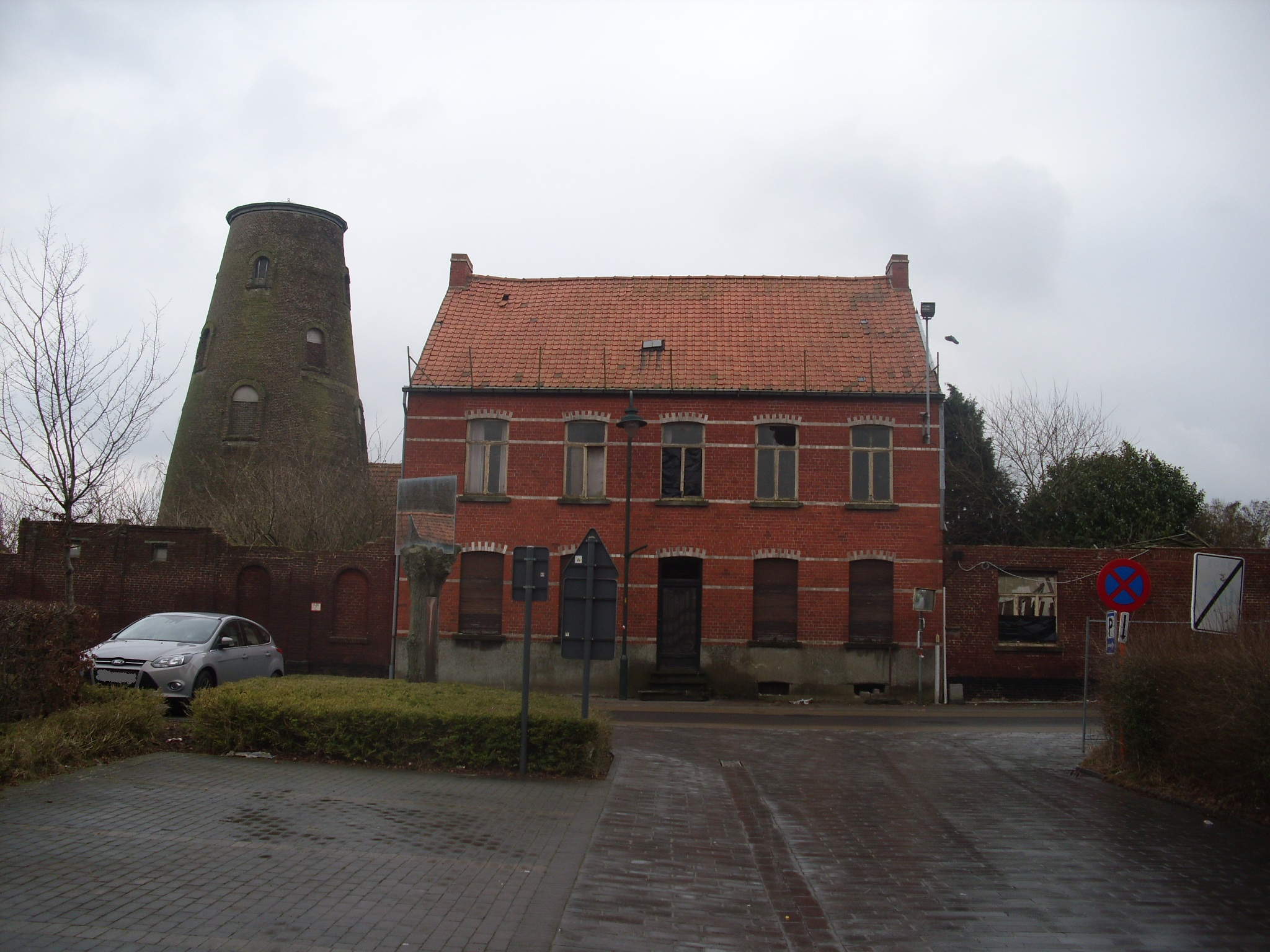
Hostens molen in de Hoevestraat
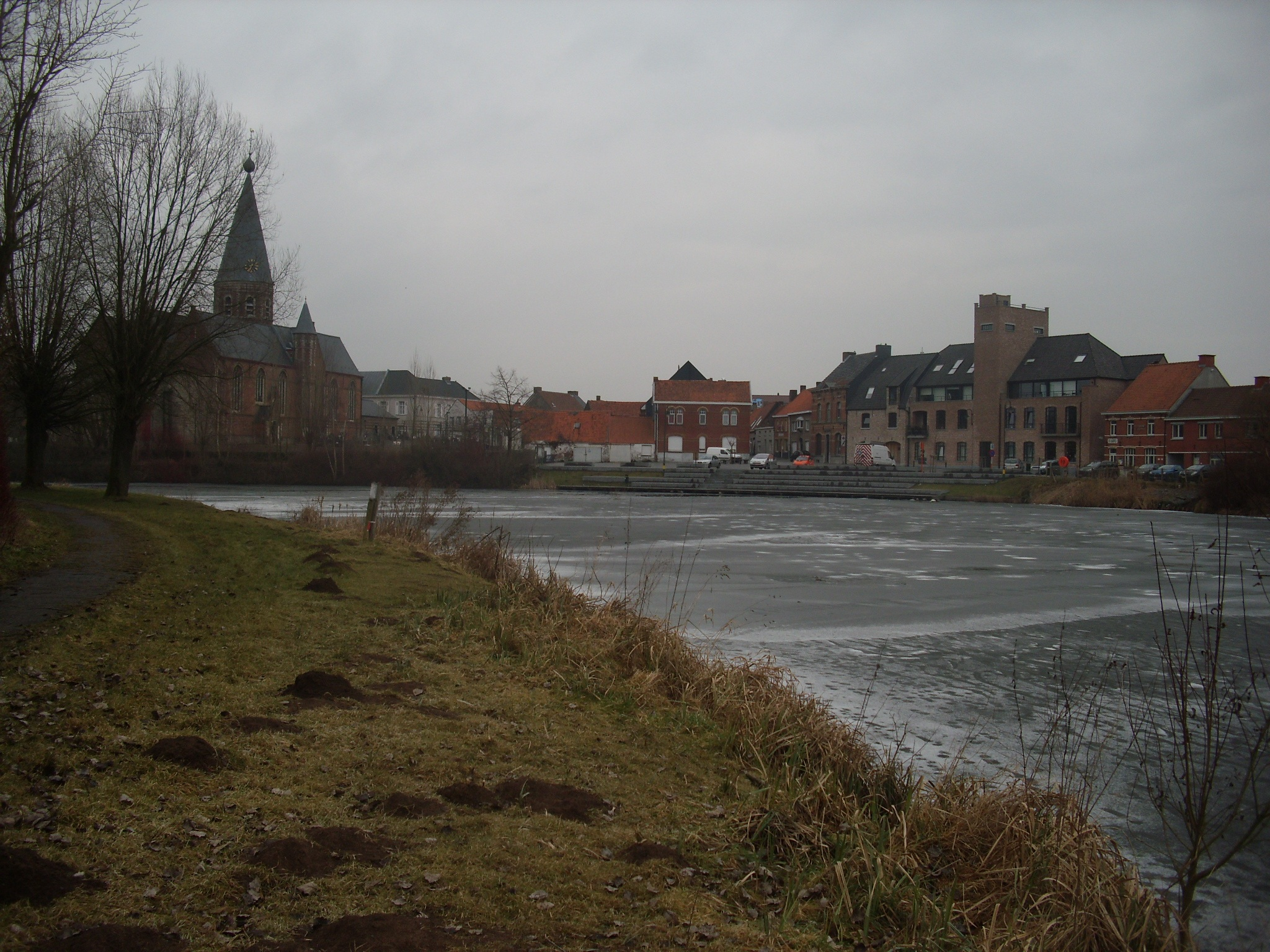
Het centrum van Machelen aan de Leie
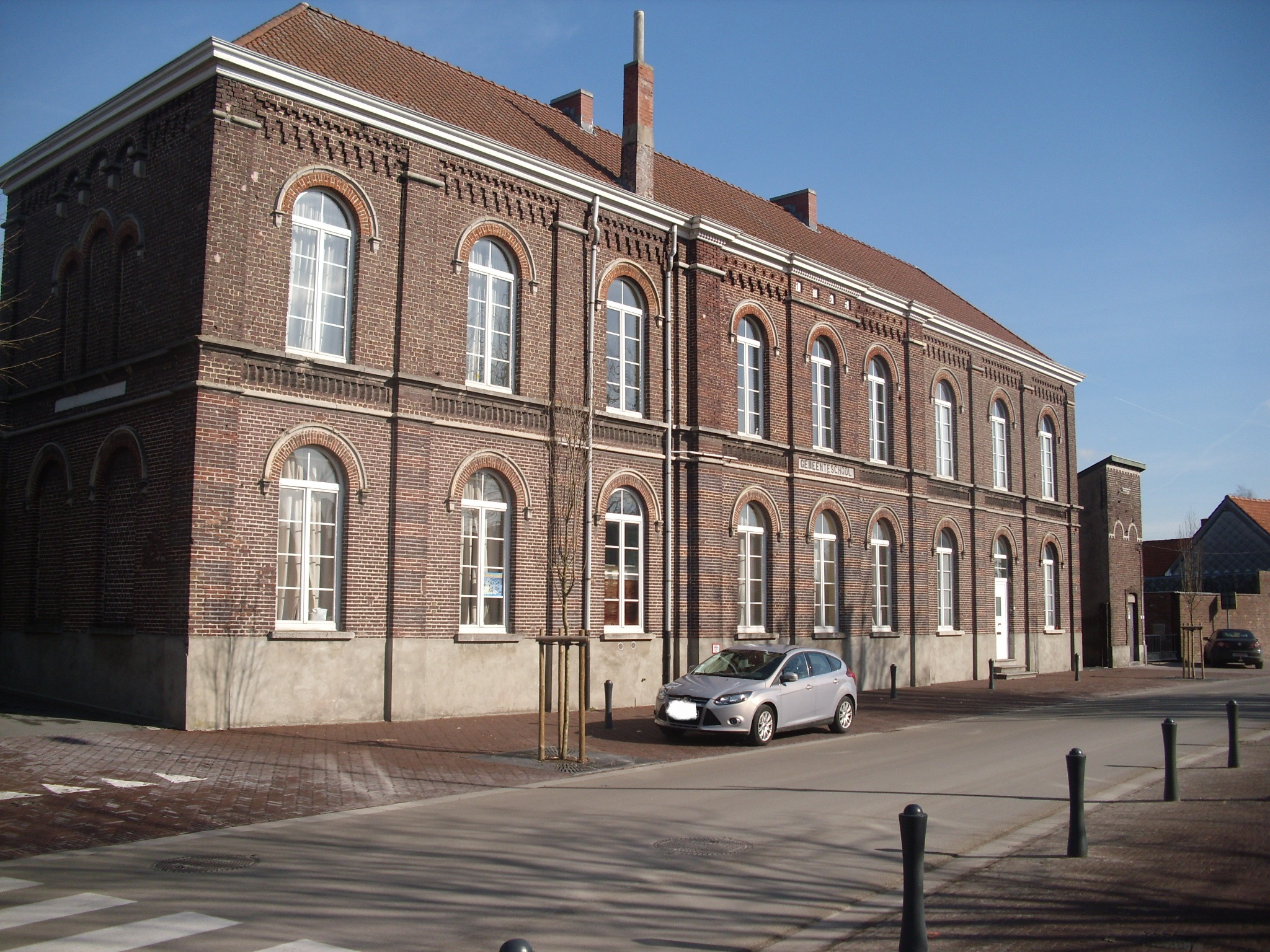
Gemeenteschool

## Natuur en landschap
Machelen ligt aan de Leie. Het dorp ligt in Zandig Vlaanderen op een hoogte van 8-14 meter. Van de beken kan de Olsenebeek in het westen en de Tichelbeek in het oosten worden genoemd.

## Politiek
Machelen had een eigen gemeentebestuur en burgemeester tot de fusie van 1977. Burgemeesters waren:
- 1830 : De Paepe-Speelman
- 1834 : Bernaard de Paepe
- 1836 : J.-B. Levrau
- 1847 : J.-B. Monteyn
- 1848 : Alexander van der Eecken
- 1867-1891 : Petrus Vermeersch
- Herman Van Der Vennet
- 1908-1938 : Emiel Voet
- Jerome Willems
- 1971-1976 : Georges Peirs

## Bekende inwoners
- De bekendste inwoner was de beeldend kunstenaar Roger Raveel, die hier ook is geboren. In het dorp is sinds 1999 een museum gevestigd dat geheel aan de kunstwerken van Raveel is gewijd. Ook zijn vrouw Zulma De Nijs kwam hier vandaan.
- Ook de Nederlandse schrijver Gerard Reve woonde hier sinds 1993, totdat hij in 2004 werd opgenomen in een verpleegtehuis in Zulte. Hij is begraven op het ereveld van de nieuwe begraafplaats in Machelen.
- Wielrenner Frans De Mulder was winnaar van de Ronde van Spanje in 1960 en tevens kampioen van België bij de beroepsrenners in 1960. In 2010 werd naar aanleiding van de 50e verjaardag van zijn overwinning een gedenkplaat onthuld.

## Nabijgelegen kernen
Olsene, Marolle, Petegem-aan-de-Leie, Grammene